# 區德

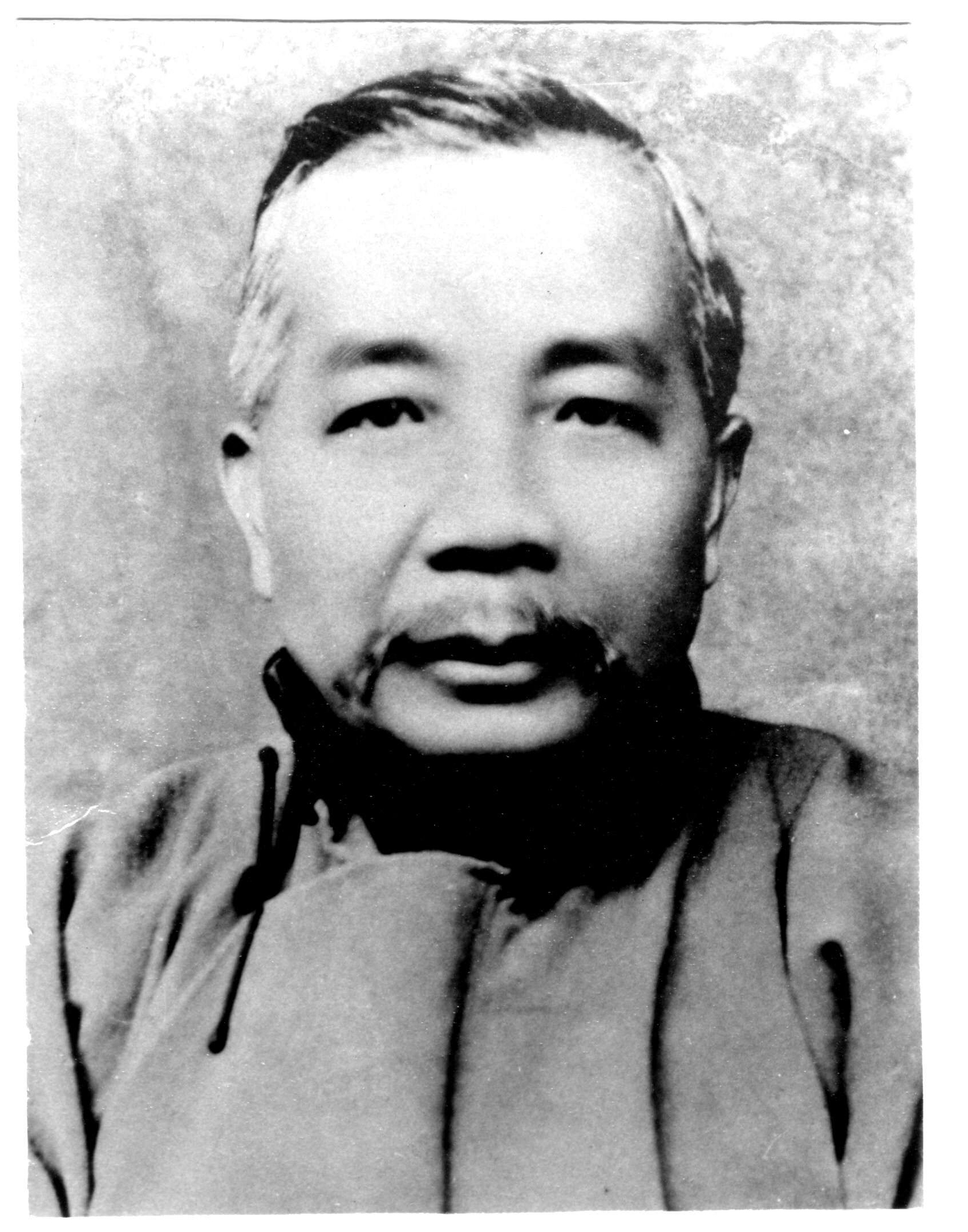
區澤民肖像

區德（英語：Au Tak／Au Tack，1840年—1920年），一名衍德、字澤民，以字行，廣東省南海縣西樵鄉人，後來香港經商。區德為香港地產和建築業先驅之一，曾任東華醫院總理，知名企業家、慈善家。

## 家庭
母親為區王氏，女婿何永貞為何啟爵士之長子，姻親何啟亦與區德份屬同鄉廣東南海西樵。現在區德的後代分別居住於香港及加拿大。

## 地產發展
1914年，區德聯同何啟爵士牽頭，與韋寶珊爵士、周壽臣爵士、曹善允、周少岐、伍朝樞、莫幹生、黃廣田、區權初、張心湖等人組成「啟德營業有限公司」，在九龍寨城對開的九龍灣北岸進行填海工程，計劃建造一個名為「啟德濱」的花園城市，並於1916年展開工程，建成為多條街道之住宅區。但此計劃後期失敗，部份空置土地於1920年代中期被香港政府收回，成為早期之啟德機場。該住宅區在香港日治時期被日軍拆去，擴建啟德機場。

## 命名建築
1878年在香港島成立了昭隆泰商店，經營傢俬、洋雜、珠寶、和攝影器材等生意。位於中環的昭隆街正以其命名。
區德於1920年逝世後，遺囑捐款一萬港元於啟德濱一帶興建學校，莫幹生亦捐助一萬港元贊助。學校於1926年由曹善允建成，以「區澤民」及「莫幹生」名字中的最後一字，將校名定為民生書院。創校校長為黃映然先生。

## 另見
- 啟德